# وجود أمريكا اللاتينية (لوحة)
لوحة «وجود أمريكا اللاتينية» Presencia de América Latina والمعروفة أيضًا باسم Integración de América Latina  بمعنى (تكامل أمريكا اللاتينية) هي لوحة جدارية رسمها الفنان المكسيكي خورخي غونزاليس كامارينا بين نوفمبر 1964 وأبريل 1965. تبلغ مساحتها حوالي 300 مترًا مربعًا، وهي مطلية بالأكريليك على الجص الخام، وتقع في بهو Casa del Arte التابع لجامعة كونسبسيون (Ciudad Universitaria de Concepción)، في كونسبسيون في تشيلي. وموضوعها الرئيسي هو وحدة وأخوة مختلف ثقافات أمريكا اللاتينية.

## الوصف والتفسير

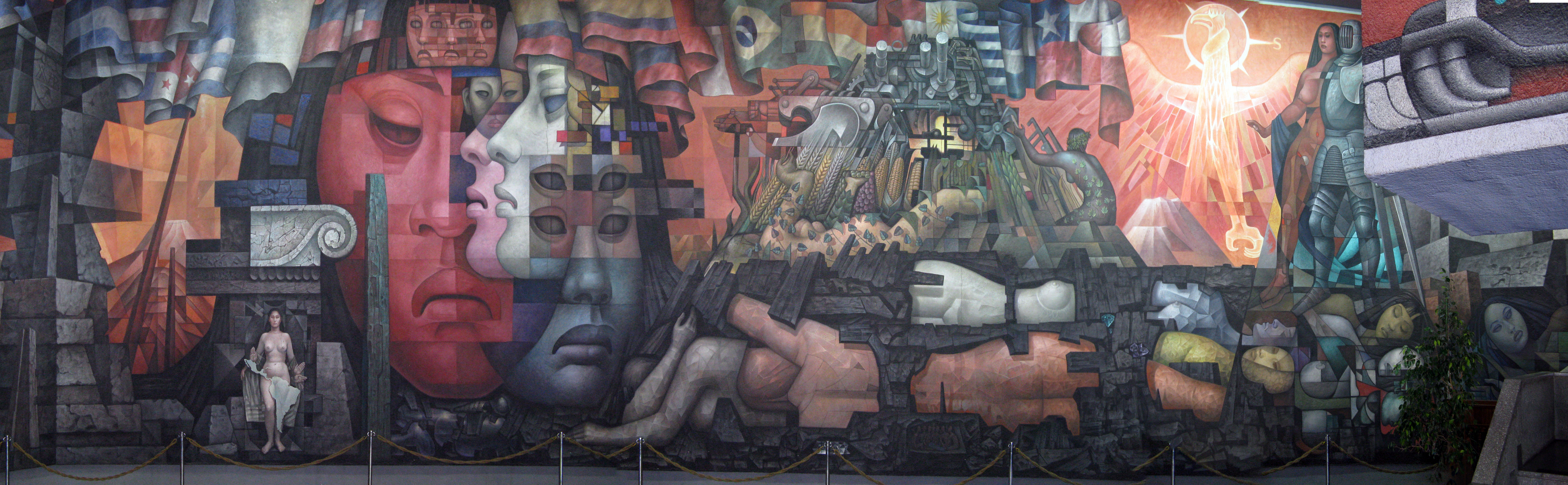
هدية من الحكومة المكسيكية في الستينيات، ابتكر الفنان الشهير خورخي غونزاليس كامارينا هذه الجدارية الرائعة التي تروي الوحدة بين شعوب وثقافات أمريكا اللاتينية على امتداد تاريخ القارة الطويل.

### تركيب الجدارية
تنقسم اللوحة الجدارية إلى ثلاثة أجزاء: لوحة مسطحة مركزية يبلغ قياسها 20 × 6 مترًا، وجزئين جانبيين موضوعين على زوايا مائلة في الجزء الأوسط. تبلغ مساحة كل لوحة 7.6 × 6 أمتار. تبلغ المساحة الجدارية ككل 211.2 مترًا مربعًا. بالإضافة إلى ذلك تستخدم اللوحة الجدارية درجًا بزوايا قائمة تؤدي إلى معرض فني من الطابق الثاني، مما يزيد المساحة الكلية إلى 300 متر مربع.

### الرمزية
تصف الجدارية تاريخ أمريكا اللاتينية من خلال استخدام الصور الرمزية الزاويّة، التي تؤكد على قيمة الأخوة بين مختلف الأعراق في العالم الأمريكي الأسباني. تتم قراءة العمل زمنيا من اليمين إلى اليسار. 

### ثقافة ما قبل كولومبوس

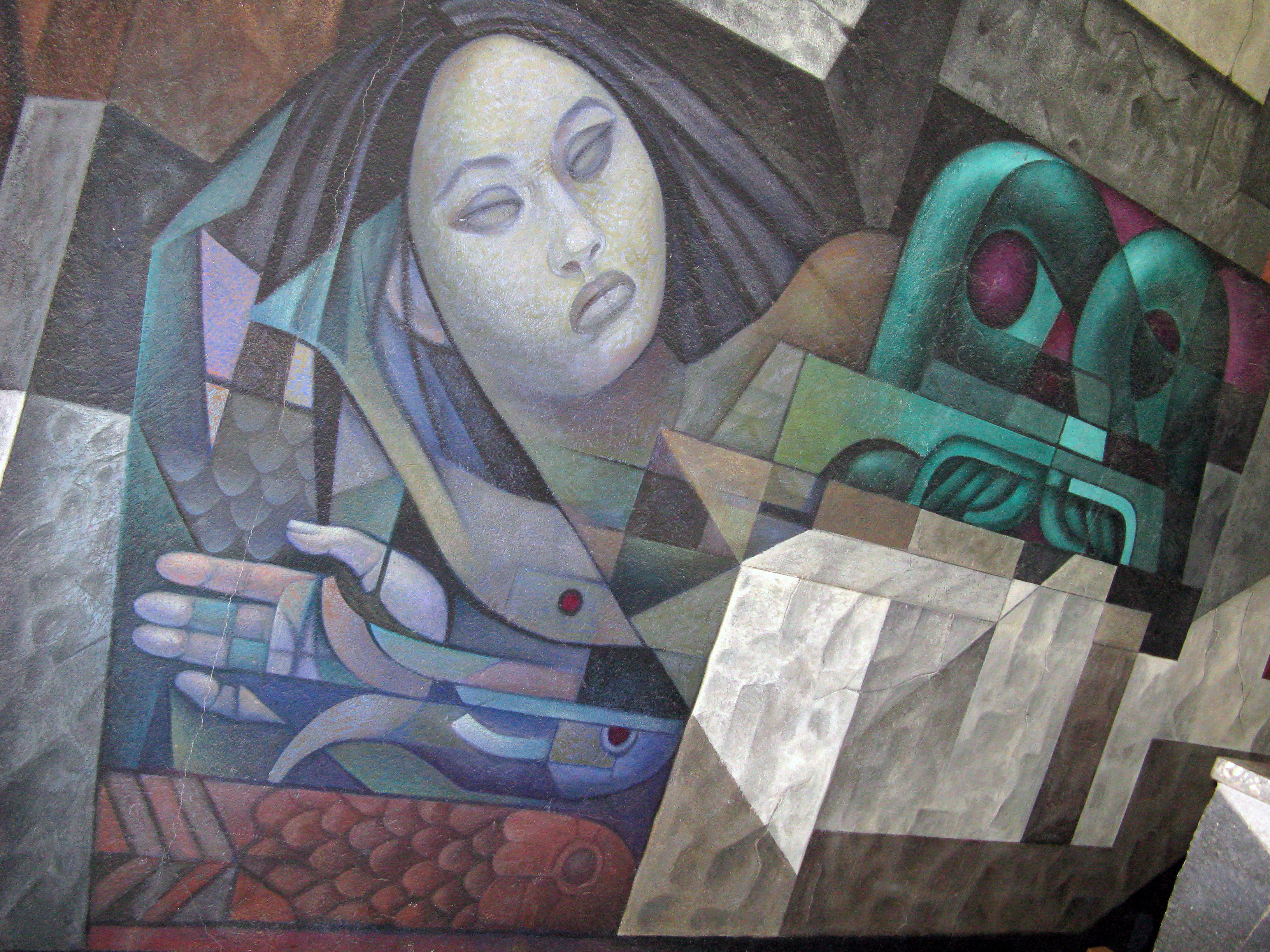
تبدأ قصة الجدارية بالمرأة والبحر وتلالوك Tlaloc.

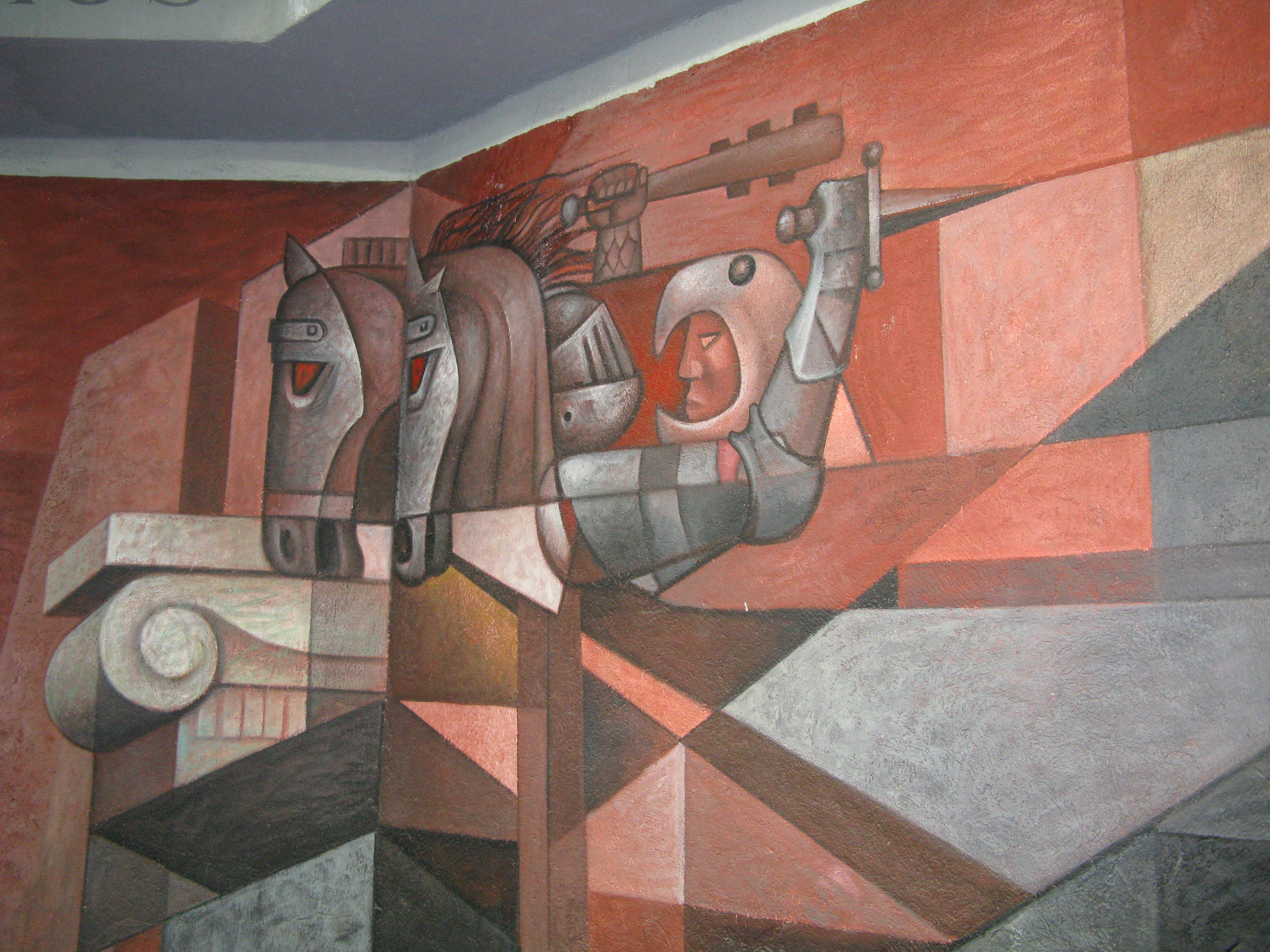
الإسباني يقاتل من أجل الغزو.

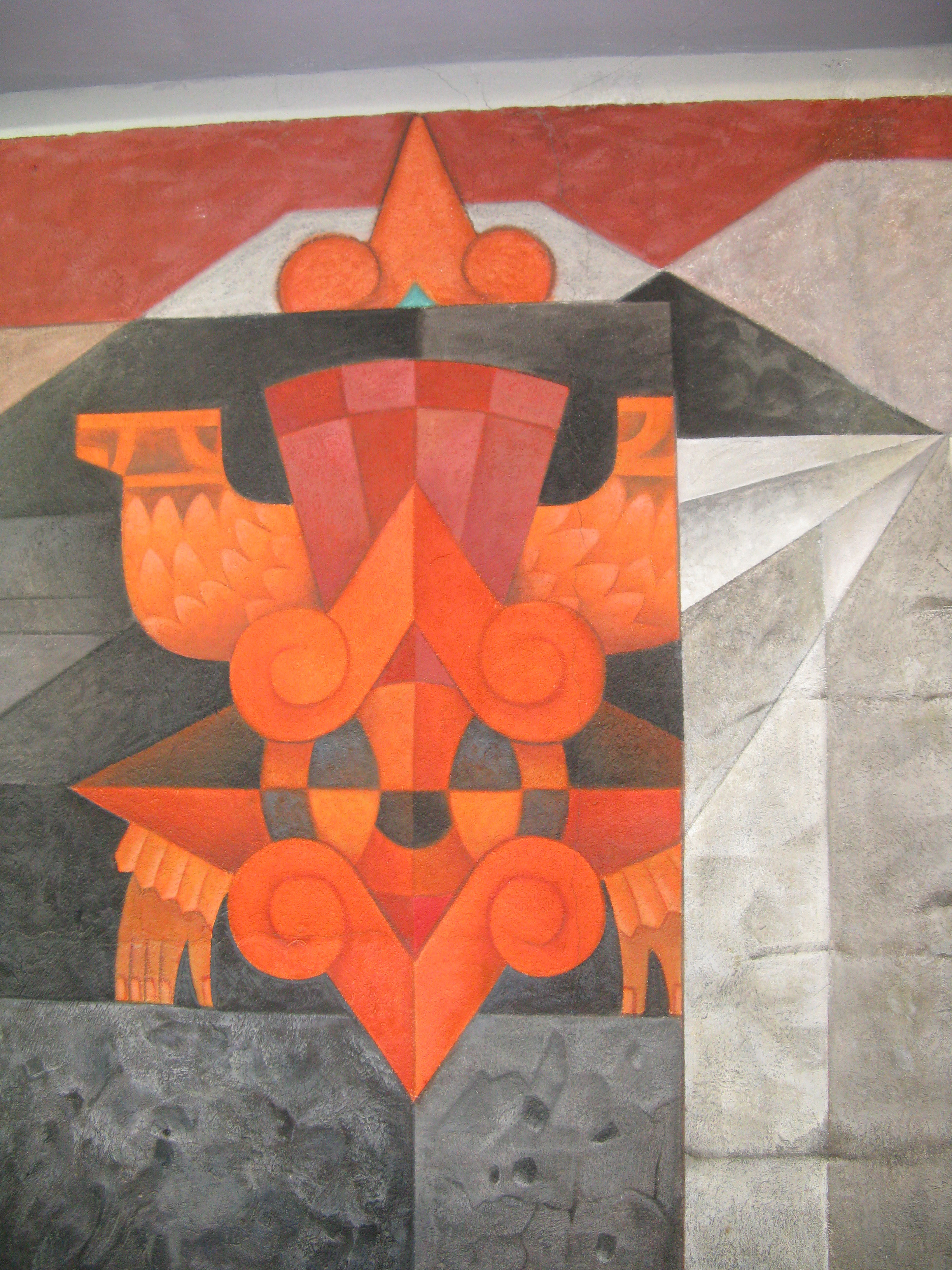
Zontemoc ، شفق ثقافة ما قبل كولومبوس.

اللوحة اليمنى تمثل أمريكا ما قبل كولومبوس. في الجزء السفلي، خرجت امرأة مع سمكة في يديها من ديانة الأزتك، ترمز إلى ثروات البحر. يرافق المرأة القناع الأخضر لتلالوك، رب المطر. أمامها كيتزالكواتل، وهو معبود على شكل الثعبان ويرمز للثقافة والذي يصور الملفوف حول الدرج إلى معرض الفن. في الجزء العلوي يمكن للمرء أن يرى Zontemoc («غروب الشمس»)، وهو معبود يرمز إلى شفق ثقافة ما قبل الإسبان. عند استكمال هذه اللوحة الأولى من اللوحة الجدارية، يوجد على اليمين جندي إسباني مُثبَّت، يرتدي درعًا ويحمل خنجرًا، يقاتل ضد رجل نسر مُسلح به صولجان، يرمز إلى معركة الغزو.

### تمازج الأجناس
تبدأ اللوحة المركزية قليلاً إلى يسار الجزء الأول وبها جندي إسباني وامرأة من السكان الأصليين، لتوضيح تمازج الأجناس. أطلق جورج غونزاليس على هذا الجزء اسم «الزوجان الأصليان» (" La pareja original ")، اللذان يمشيان فوق طبقات من الفحم، حيث توجد نساء مسجونات ونائمات، يرمز إلى ثروات الأرض: الفضة والذهب والحديد والنحاس. على سطح هذه المجموعة من الأجسام والأحجار الكريمة، تظهر امرأة حامل مغطاة بالكروم، والتي تمثل خصوبة الأرض، من الذرة الأمريكية الكبيرة وقمح العالم القديم، تظهر التغذية التي تحافظ على أسس التصنيع، وتظهر التكنولوجيا والعلوم ممثلة بآلة الصلب المعقدة في الجزء العلوي من اللوحة.
توجد في وسط اللوحة عدة وجوه متداخلة، والتي ترمز إلى اندماج الأجناس: الأكبر باللون الأحمر، يمثل الجنس الأمريكي. أسفل هذه الوجوه توجد امرأة عارية بالحجم الطبيعي بها خريطة لأمريكا اللاتينية في حضنها. وهي تشكل الموضوع الرئيسي للجدارية.
على المرأة يمكن رؤية زخارف ترمز إلى المساهمة اليونانية الرومانية في ثقافة أمريكا اللاتينية؛ وقليلا إلى اليسار تجد كتل كبيرة من الصخور الصلبة، والتي تخلق هيكلًا عموديًا كبيرًا، يرمز إلى بنية أمريكا الوسطى.

### الأخوية
على اللوحة اليسرى من اللوحة الجدارية هناك صبير يندمج مع أغصان لاباجيريا (الشجرة الوطنية للمكسيك وزهرة تشيلي). هناك خناجر تخترق الصبير وذلك يرمز إلى سوء المعاملة التاريخية لأمريكا اللاتينية، وتتشابك جذوره مع جثث المحاربين الذين يقومون بتغذية الصبير ويمنحونه الحياة.

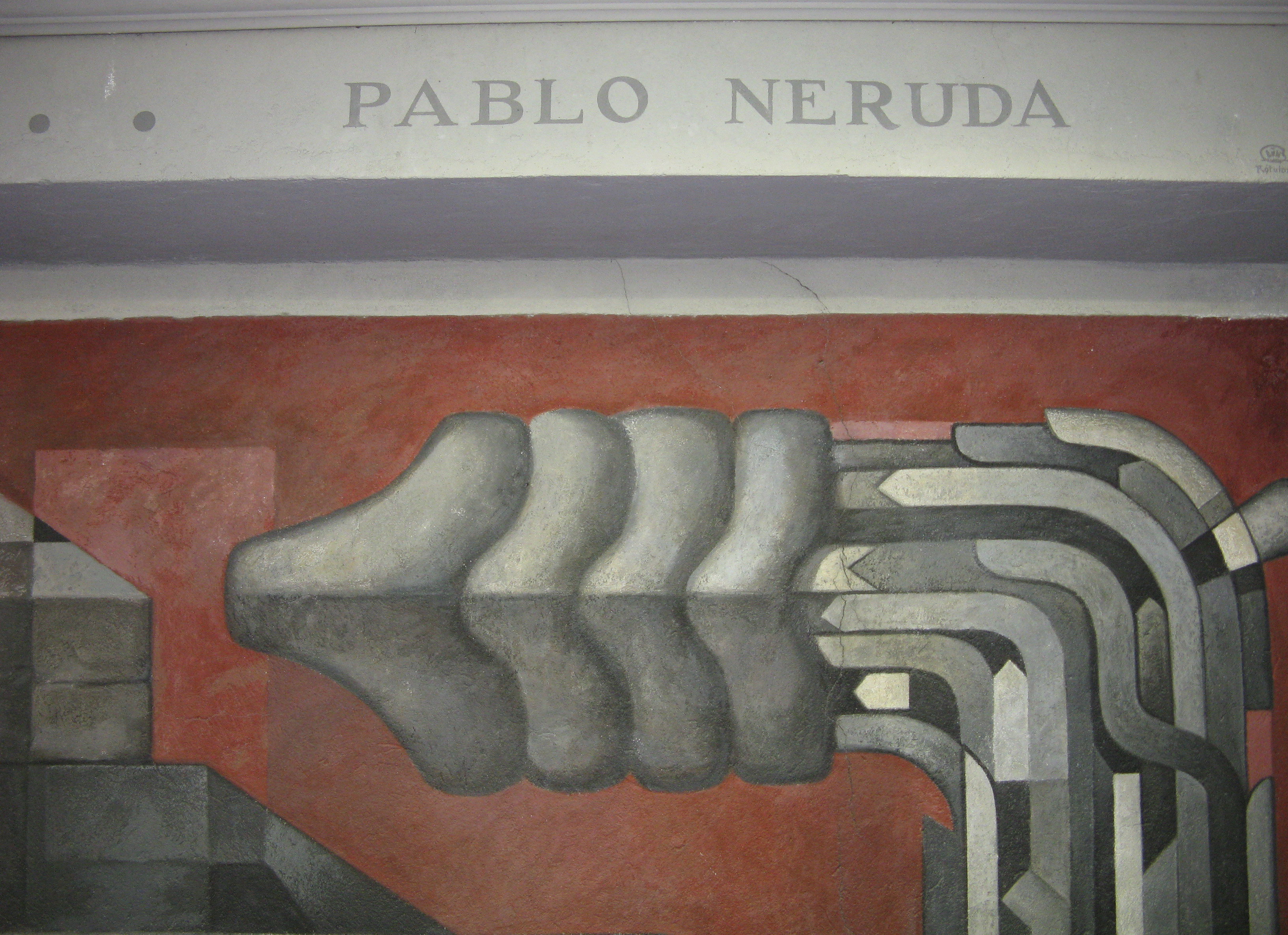
في ذيل Quetzalcoatl يمكن للمرء أن يقرأ "بابلو نيرودا" الاقتباس من قصيدته.

على طول الجزء العلوي من الجدارية، ترفرف أعلام دول أمريكا اللاتينية بالتسلسل. يبدأ التسلسل إلى اليمين بعلم تشيلي وكوندور، الطائر الوطني، وينتهي بعلم المكسيك بجوار نسر وثعبان، وهما من الرموز الوطنية المهمة في المكسيك. يتم تنظيم الأعلام من اليمين إلى اليسار وفق الموقع الجغرافي للدول من الجنوب إلى الشمال. وهكذا يبدأ التسلسل بتشيلي والأرجنتين وأوروغواي وباراغواي وبوليفيا والبرازيل وبيرو والإكوادور وفنزويلا وكولومبيا في أمريكا الجنوبية؛ ثم يتواصل مع هايتي وكوبا وبنما وكوستاريكا وهندوراس ونيكاراغوا وغواتيمالا في أمريكا الوسطى ومنطقة البحر الكاريبي؛ وينتهي مع المكسيك من أمريكا الشمالية. لم تُدرَج الشعوب التي لا تتمتع بالسيادة، أي المستعمرات الفرنسية لجزيرة كليبرتون وجوادالوب وجويانا الفرنسية ومارتينيك وسانت بارتيليمي وسانت مارتن -بالإضافة إلى أراضي بورتوريكو بالولايات المتحدة.
تظهر جبال الأنديز في الخلفية البعيدة، وتتوج اللوحة الجدارية بأكملها بآبيات الشاعر التشيلي، بابلو نيرودا.

## رمز الجامعة وكونسبسيون
إلى جانب برج الساعة في جامعة كونسبسيون، تعتبر جدارية وجود أمريكا اللاتينية رمزًا حقيقيًا لثقافة كونسيبسيون. كثيرا ما يزورها السياح الأجانب والمحليون ويتم تصويرها في الهدايا التذكارية وأغلفة الكتب والكتالوجات، من بين منتجات أخرى. في عام 1994 تم تصويرها على طابع بريد للاحتفال بالذكرى السنوية الخامسة والسبعين للجامعة. تم الاعتراف بها من قبل حكومة تشيلي كعلامة تاريخية بموجب المرسوم رقم 147 المؤرخ 30 أبريل 2009. أيضًا تقديراً لتراثها وقيمتها الثقافية بالنسبة إلى كونسبسيون الكبرى ومنطقة بيو بيو، كانت واحدة من القطع الأثرية الثقافية المعترف بها في عام 2009 احتفالًا بمرور مائتي عام على تشيلي في عام 2010.

### روابط خارجية
- صفحة جامعة كونسيبسيون
- صفحة الويب "Presencia de América Latina"
- فيلم وثائقي قصير عن جدارية Presencia de América Latina